# فنازون
فنازون (انگلیسی: Phenazone) یک داروی ضدالتهابی غیر استروئیدی (NSAID) و یک داروی ضد درد و تب‌بر است.